# .st
.st (São Tomé e Príncipe) é o código TLD (ccTLD) na Internet para São Tomé e Príncipe.
O domínio .st é um dos poucos que não tem controle de uma entidade pública de seu próprio país.

## Histórico
Entre 1993 e 1997, o endereço foi explorado por Manuel Quaresma da Cruz Lima, com o apoio comercial e técnico de uma empresa sediada nos EUA, com a denominação de ST Domain Registry.
O domínio em questão caiu sob controle da empresa privada santomense Tecnisys, em 1997, numa altura em que a Autoridade para Atribuição de Números da Internet (IANA) — responsável pela atribuição desses domínios — não importava-se em controlar a distribuição, dando o mesmo a uma pessoa sem ligação com o governo de São Tomé, permanecendo sob seu controle até os dias de hoje. A Tecnisys, que tem como principal contacto administrativo Aguinaldo Salvaterra, transferiu o suporte técnico e toda a exploração comercial do domínio .st para uma empresa sueca que tem a denominação Bahnhof AB. A Bahnhof AB criou a Bahnhof ST Registry para geri-lo.
Em 2004 foi feito uma denúncia que dava conta de que o domínio alojava mais de 300 mil endereços de pornografia. A partir dessa data o governo do arquipélago têm travado uma longa luta para reaver o controle do domínio.
O governo santomense, a Tecnisys e a Bahnhof AB tem tentado chegar a um acordo comum, para que a IANA possa redelegar o domínio, embora Salvaterra tenha descartado qualquer possibilidade.

## Ligações Externas
- Informação de .st no site IANA